# Лудвиг Прантъл
Лудвиг Прантъл (на немски: Ludwig Prandtl) е германски учен, известен с трудовете си в областта на хидродинамиката. Той е сред основоположниците на аеродинамиката: разработва математическия апарат на основните принципи на аеродинамиката при скорости, ненадвишаващи скоростта на звука през 1920-те години. Открива и изследва граничния слой. Числото на Прантъл е наречено на негово име.
През 1901 г. е назначен за професор в Техническото училище в Хановер, днес Хановерски технически университет. Там разработва повечето си важни трудове. През 1904 г. излага основополагащия си труд Флуидния поток при слабо триене, в който описва граничния слой и неговата важност за триенето и формата на токовите линии.
Ефектът от теорията е толкова голям, че донася на Прантъл директорския пост в Института по техническа физика на Гьотингенския университет.
Прантъл и студентът му Теодор Мейер разработват първите теории за свръхзвукови ударни вълни през 1908 г.

## За него
- Herbert Oertel. Prandtl – Führer durch die Strömungslehre. Grundlagen und Phänomene. Vieweg Verlag, Braunschweig 2002; ISBN 3-528-48209-5
- Johanna Vogel-Prandtl. Ludwig Prandtl. Ein Lebensbild. Erinnerungen, Dokumente; [Nachdr. der Ausg.] Göttingen, Max-Planck-Inst. für Strömungsforschung, 1993; Univ.-Verl. Göttingen 2005; ISBN 3-938616-34-2
- Schmitt, G. und Schwipps, W. Pioniere der frühen Luftfahrt, Gondrom Verlag, Blindlach 1995, ISBN 3-8112-1189-7